# Wanda Orlińska
Wanda Orlińska (ur. 12 kwietnia 1942 w Stalowej Woli, zm. 24 stycznia 2017) – polska malarka i ilustratorka książek dla dzieci i młodzieży. 

## Życiorys i twórczość
Wanda Orlińska urodziła się w Stalowej Woli. Studiowała na Wydziale Grafiki warszawskiej Akademii Sztuk Pięknych. W roku 1967 uzyskała dyplom z wyróżnieniem w pracowni Jana Marcina Szancera. Zajmowała się malarstwem i grafiką. 
Zilustrowała dziesiątki książek dla dzieci i młodzieży, a także podręczniki szkolne. Współpracowała z wydawnictwem Nasza Księgarnia, dla którego między innymi tworzyła ilustracje do serii „Poczytaj mi mamo”. Jej ilustracje znaleźć można także w książkach pisarzy i poetów piszących dla dzieci i młodzieży, m.in. Małgorzaty Musierowicz, Joanny Chmielewskiej, Danuty Wawiłow, Wiery Badalskiej.
Brała udział w wystawach w kraju i za granicą. Przez ostatnie lata życia związana była z Zamojszczyzną, gdzie między innymi wystawiała swoje prace w BWA Zamość.
Prywatnie była żoną malarza Bogusława Orlińskiego.